# Carlos Matheu
Carlos Javier Matheu (Quilmes, 13 maggio 1985) è un allenatore di calcio ed ex calciatore argentino, di ruolo difensore, assistente tecnico dell'Audax Italiano.

## Carriera

### Club
Formatosi calcisticamente nelle giovanili dell'Independiente, Matheu esordì in prima squadra il 2 ottobre 2004 contro il Vélez Sarsfield e giocando complessivamente 12 gare in stagione. Nella stagione successiva non giocò neppure una gara in Primera División, venendo invece usato l'anno successivo con più continuità, marcando 13 presenze nel 2006-2007. Nel Torneo di Apertura 2007 segnò 4 gol in 19 partite: in quello di Clausura segnò un solo reti in 12 gare, per un totale di 5 reti in 31 gare.
Il 1º settembre 2008, al termine della sessione di mercato, venne acquistato a titolo definitivo dal Cagliari: l'accordo riguardò metà dei diritti economici e la totalità dei diritti federativi. Con il Cagliari totalizzò 15 presenze in Serie A, senza segnare alcuna rete.
Nel luglio 2009 non si presentò al ritiro precampionato del Cagliari adducendo a non meglio precisati motivi personali, e al contempo si allenò con l'Independiente, sua vecchia squadra. Poco meno di un mese dopo, il 20 agosto, venne ufficializzata la sua cessione a titolo definitivo all'Independiente, squadra con la quale ha marcato due reti in 18 presenze nel campionato di Apertura 2010.
Nel luglio 2012 ritorna in Italia trasferendosi all'Atalanta, con cui gioca 4 partite in Serie A e 2 partite in Coppa Italia.
Il 31 gennaio 2013 passa in prestito al Siena, con cui non scende mai in campo in partite ufficiali; a giugno 2013 fa ritorno per fine prestito all'Atalanta per farvi poi immediato ritorno nuovamente al Siena, questa volta a titolo definitivo. Il 22 luglio 2014, dopo la mancata iscrizione dei toscani al campionato di Serie B, rimane svincolato.
Nell'agosto dello stesso anno torna in Argentina firmando con il Defensa y Justicia un contratto di un anno e mezzo. Nel dicembre del 2015 passa al Banfield, con cui gioca per due anni consecutivi nella prima divisione argentina e disputa anche, nel 2016, 2 partite in Coppa Sudamericana. In seguito passa all'Huracán, sempre nella prima divisione argentina; dopo mezza stagione, nella quale gioca 6 partite di campionato, va a giocare in Uruguay, al Peñarol, con cui vince il campionato di Clausura 2018, nel quale gioca 4 partite. Nel 2019 si trasferisce all'Unión Española, club della prima divisione cilena, dove gioca 5 partite; torna quindi in patria, al Quilmes.

### Nazionale
La prima convocazione per il difensore argentino arrivò il 26 gennaio 2010, quando venne convocato e schierato titolare dal C.T. Diego Armando Maradona nella gara amichevole contro la Costa Rica: dopo 2 minuti dall'inizio della gara subì un grave infortunio, rimediando la rottura completa del legamento crociato anteriore del ginocchio destro.

## Statistiche

### Cronologia presenze e reti in nazionale
| Cronologia completa delle presenze e delle reti in nazionale ― Argentina | Cronologia completa delle presenze e delle reti in nazionale ― Argentina | Cronologia completa delle presenze e delle reti in nazionale ― Argentina | Cronologia completa delle presenze e delle reti in nazionale ― Argentina | Cronologia completa delle presenze e delle reti in nazionale ― Argentina | Cronologia completa delle presenze e delle reti in nazionale ― Argentina | Cronologia completa delle presenze e delle reti in nazionale ― Argentina | Cronologia completa delle presenze e delle reti in nazionale ― Argentina |
| Data                                                                     | Città                                                                    | In casa                                                                  | Risultato                                                                | Ospiti                                                                   | Competizione                                                             | Reti                                                                     | Note                                                                     |
| ------------------------------------------------------------------------ | ------------------------------------------------------------------------ | ------------------------------------------------------------------------ | ------------------------------------------------------------------------ | ------------------------------------------------------------------------ | ------------------------------------------------------------------------ | ------------------------------------------------------------------------ | ------------------------------------------------------------------------ |
| 26-1-2010                                                                | San Juan                                                                 | Argentina                                                                | 3 – 2                                                                    | Costa Rica                                                               | Amichevole                                                               | -                                                                        | 4’                                                                       |
| Totale                                                                   |                                                                          | Presenze                                                                 | 1                                                                        |                                                                          | Reti                                                                     | 0                                                                        |                                                                          |

## Palmarès

### Club

#### Competizioni nazionali
- Campionato uruguaiano: 1

Peñarol: 2018

#### Competizioni internazionali
- Coppa Sudamericana: 1

Independiente: 2010